# Kapka naděje
Kapka naděje je nadační fond pro pomoc nemocným dětem zejména s poruchou krvetvorby, s nádorovým onemocněním a dětem, jejichž onemocnění vyžaduje transplantaci kostní dřeně.

## Historie

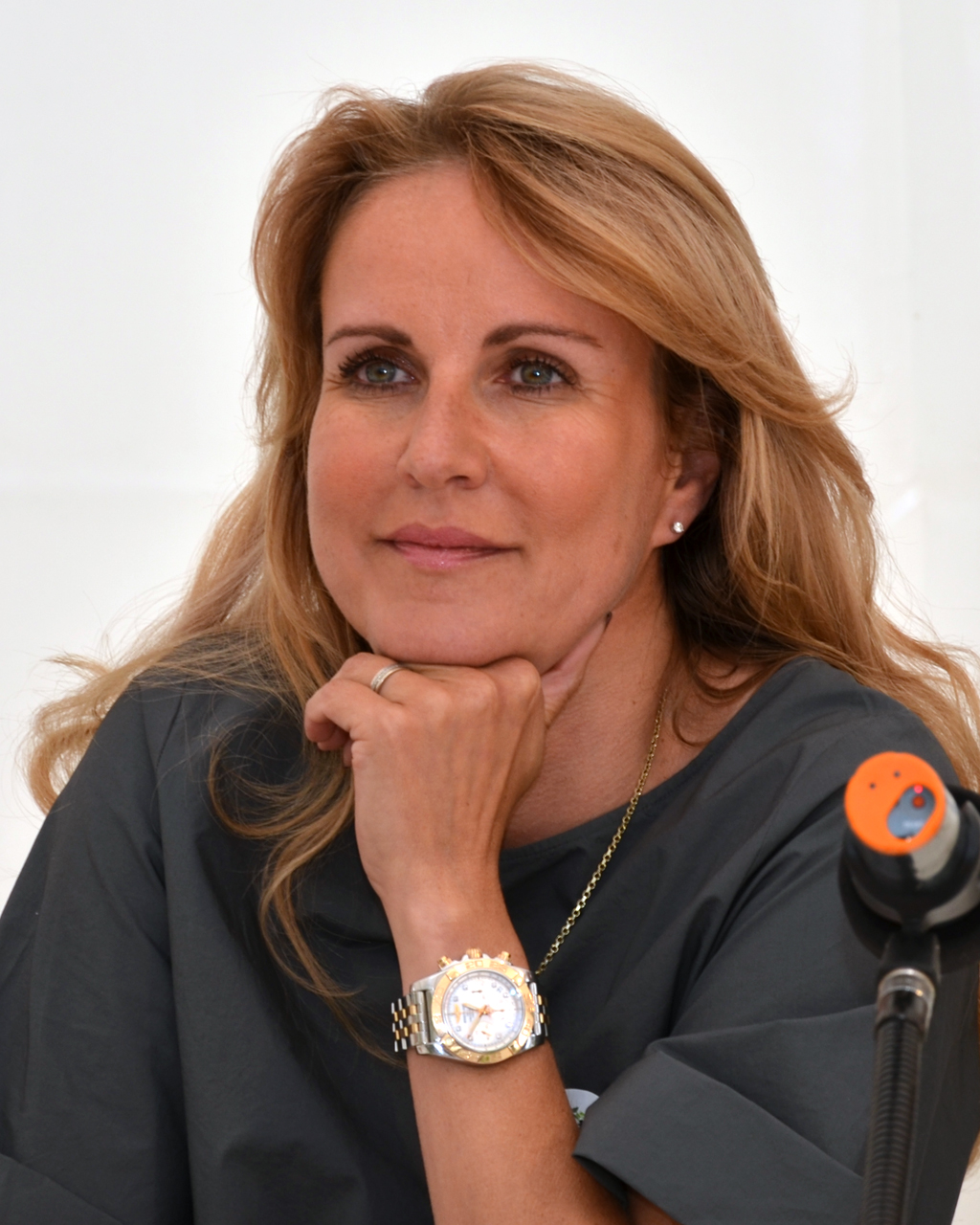
Vendula Pizingerová (2017)

Vznik Nadačního fondu Kapka naděje souvisí s těžkou zkušeností manželů Venduly a Karla Svobodových. Jejich dcera Klára onemocněla v roce 1998 těžkou formou leukemie, které nakonec podlehla. V průběhu pobytu na transplantační jednotce si Vendula Svobodová uvědomila přístrojovou nedostatečnost na tomto pracovišti.
V listopadu 1999 uspořádala benefiční koncert ve Státní opeře Praha pod názvem Kapka naděje, z jehož výtěžku byl zakoupen specializovaný přístroj na diagnostiku leukémie v hodnotě 90 000 USD. Po smrti dcery se Vendula Svobodová rozhodla i nadále podporovat hematologické pracoviště v motolské nemocnici a v srpnu 2000 založila Nadační fond Kapka naděje.
Od svého vzniku fond navázal řadu kontaktů, vzbudil zájem velkého počtu institucí a firem o dlouhodobou spolupráci a vstoupil do povědomí veřejnosti. Díky tomu mohl od roku 2002 svou pomoc rozšířit do nemocnic po celé ČR.

## Cíle
Nadační fond vznikl za účelem shromažďování finančních prostředků určených k zajištění léčebných, školních, kulturních a psychosociálních potřeb dětí, které jsou léčeny na oddělení dětské hematologie a transplantační jednotce ve FN Motol.